# Dario Cravero
Dario Cravero (Torino, 28 dicembre 1929 – Torino, 12 ottobre 2020) è stato un politico e chirurgo italiano.

## Biografia
Primario di chirurgia all'Ospedale Molinette di Torino, è stato anche professore alla Facoltà di Medicina dell’Università di Torino per 25 anni. Dal 1985 al 2003 è stato presidente nazionale della Federazione italiana associazioni donatori di sangue e in seguito ne fu presidente onorario.
Impegnato in politica con la Democrazia Cristiana, venne eletto Senatore della Repubblica Italiana nel 1976, rimanendo in carica fino al 1979.
Morì all'età di 90 anni, il 12 ottobre 2020. Sposato con Marisa, ebbe un figlio, Sergio.